# ماريان بلنكيت
ماريان بلنكيت (بالإنجليزية: Maryann Plunkett)‏ هي ممثلة أمريكية، ولدت في 1953 في الولايات المتحدة. من الجوائز التي نالتها جائزة توني عن فئة أفضل ممثلة في مسرحية موسيقية ‏ سنة 1987.

## أعمال

### أفلام
- (2010) عيد حب حزين[5]
- (2015) عائلة فانج

### مسلسلات
- ذا غود وايف
- قانون ونظام[6]

## جوائز
- جائزة توني عن فئة أفضل ممثلة في مسرحية موسيقية [الإنجليزية]‏ (1987)

## وصلات خارجية
- ماريان بلنكيت على موقع IMDb (الإنجليزية)
- ماريان بلنكيت على موقع قاعدة بيانات الأفلام العربية
- ماريان بلنكيت على موقع ألو سيني (الفرنسية)
- ماريان بلنكيت على موقع ميوزك برينز (الإنجليزية)
- ماريان بلنكيت على موقع أول موفي (الإنجليزية)
- ماريان بلنكيت على موقع قاعدة بيانات برودواي على الإنترنت (الإنجليزية)
- ماريان بلنكيت على موقع قاعدة بيانات الأفلام السويدية (السويدية)
- ماريان بلنكيت على موقع ديسكوغز (الإنجليزية)
- ماريان بلنكيت على موقع قاعدة بيانات الفيلم (الإنجليزية)
- ماريان بلنكيت على موقع كينوبويسك (الروسية)